# Blue Hustler
Blue Hustler ist ein Pay-TV-Sender in Europa und Israel mit Erotik-Programm. Der Sender gehört der niederländischen Sapphire Media International.
Blue Hustler zeigt Softcore-Pornografie und richtet sich an ein männliches Publikum. Blue Hustler ist der Schwesterkanal von Hustler TV, welcher auf Hardcore-Pornografie spezialisiert ist.